# Philipsburg
Philipsburg je hlavní město Sint Maartenu - jedné z konstitučních zemí Nizozemského království. Rozkládá se na jihu ostrova Svatý Martin na úzké pevninské šíji mezi Karibským mořem a lagunou Zoutmeer van de Grote Baai. Funguje jako obchodní centrum ostrova. K roku 2017 má 1 894 obyvatel.
V blízkosti města se nachází mezinárodní letiště princezny Juliany.

## Historie
Philipsburg založil v roce 1763 John Philips, skotský kapitán nizozemského námořnictva; Osada se brzy stala centrem mezinárodního obchodu. Dvě historické pevnosti svědčí o strategickém významu Philipsburgu v historii Svatého Martina: Fort Amsterdam a Fort Willem.

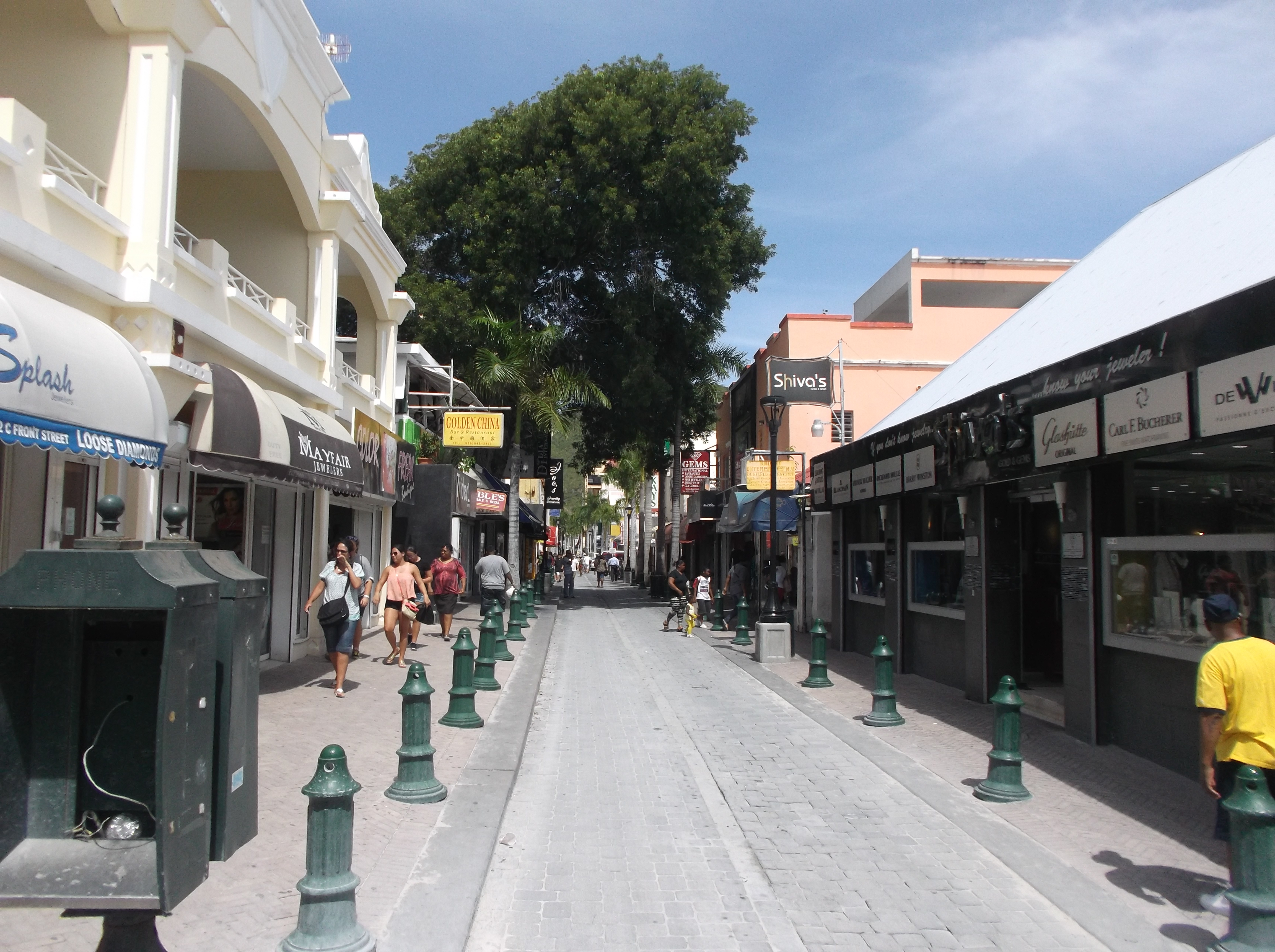
Centrum města

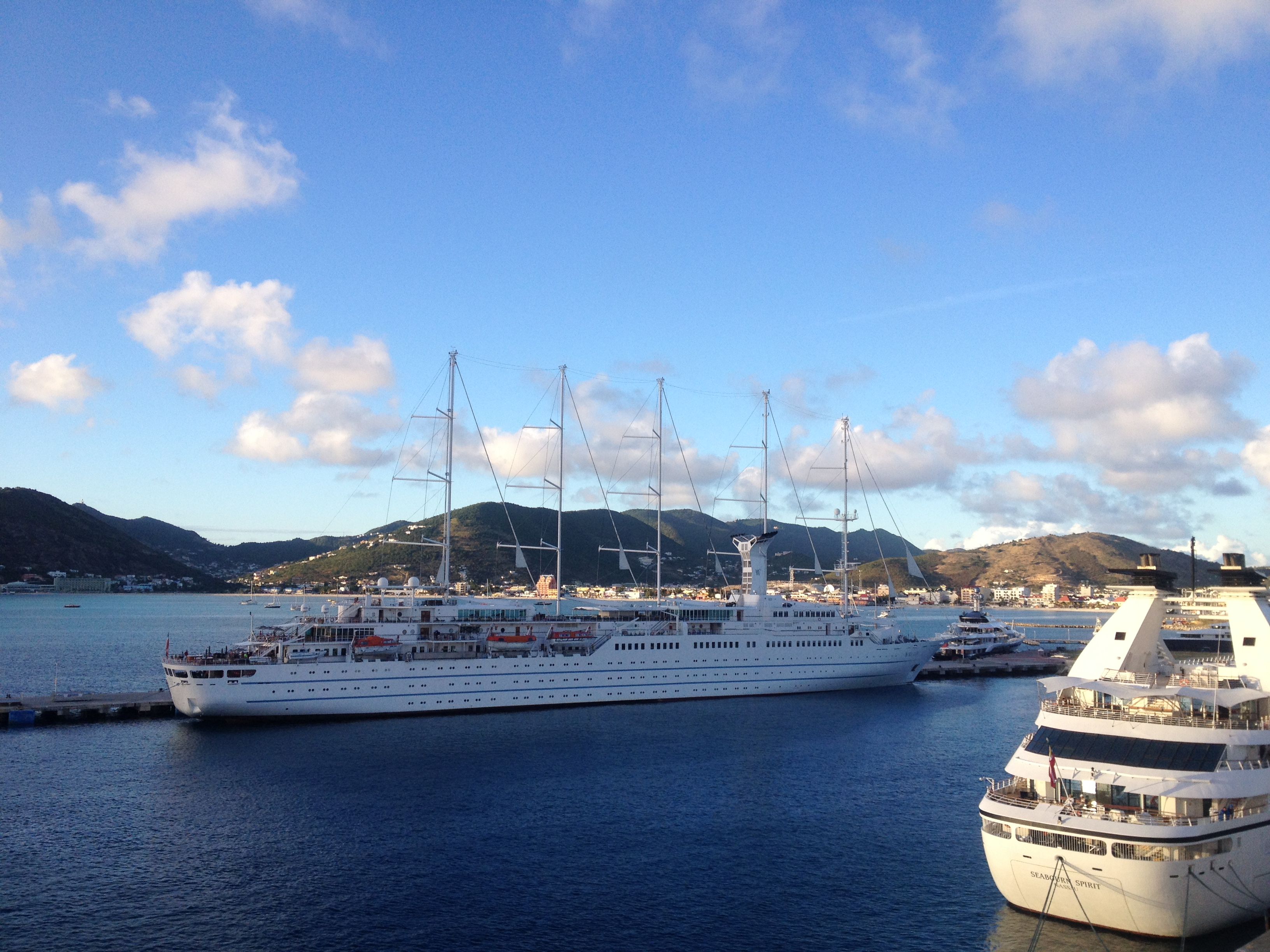
Přístav s výletní lodí